# توربن راين
توربن راين (مواليد 12 يناير 2003) هو لاعب كرة قدم ألماني يلعب في مركز خط الوسط في نادي بايرن ميونخ ب.

## روابط خارجية
- توربن راين على موقع قاعدة بيانات كرة القدم.إي يو (الإنجليزية)
- توربن راين على موقع Soccerway.com (الإنجليزية)
- توربن راين على موقع عالم كرة القدم.نت (الإنجليزية)